# Trinity (assaig nuclear)
Trinity va ser el nom en clau de la primera detonació d'una arma nuclear, realitzada per l'exèrcit dels Estats Units a les 5:29 a.m. MWT (11:29:21 GMT) el 16 de juliol de 1945, com a part del Projecte Manhattan. La prova va ser d'una bomba de plutoni de disseny d'implosió, sobrenomenada "The Gadget", del mateix disseny que la bomba Fat Man que va detonar més tard sobre Nagasaki, Japó, el 9 d'agost de 1945. Les preocupacions sobre si el complex disseny de Fat Man funcionaria va provocar a la decisió de realitzar la primera prova nuclear. El nom en clau "Trinity" va ser assignat per J. Robert Oppenheimer, el director del Laboratori de Los Alamos, inspirat en la poesia de John Donne.

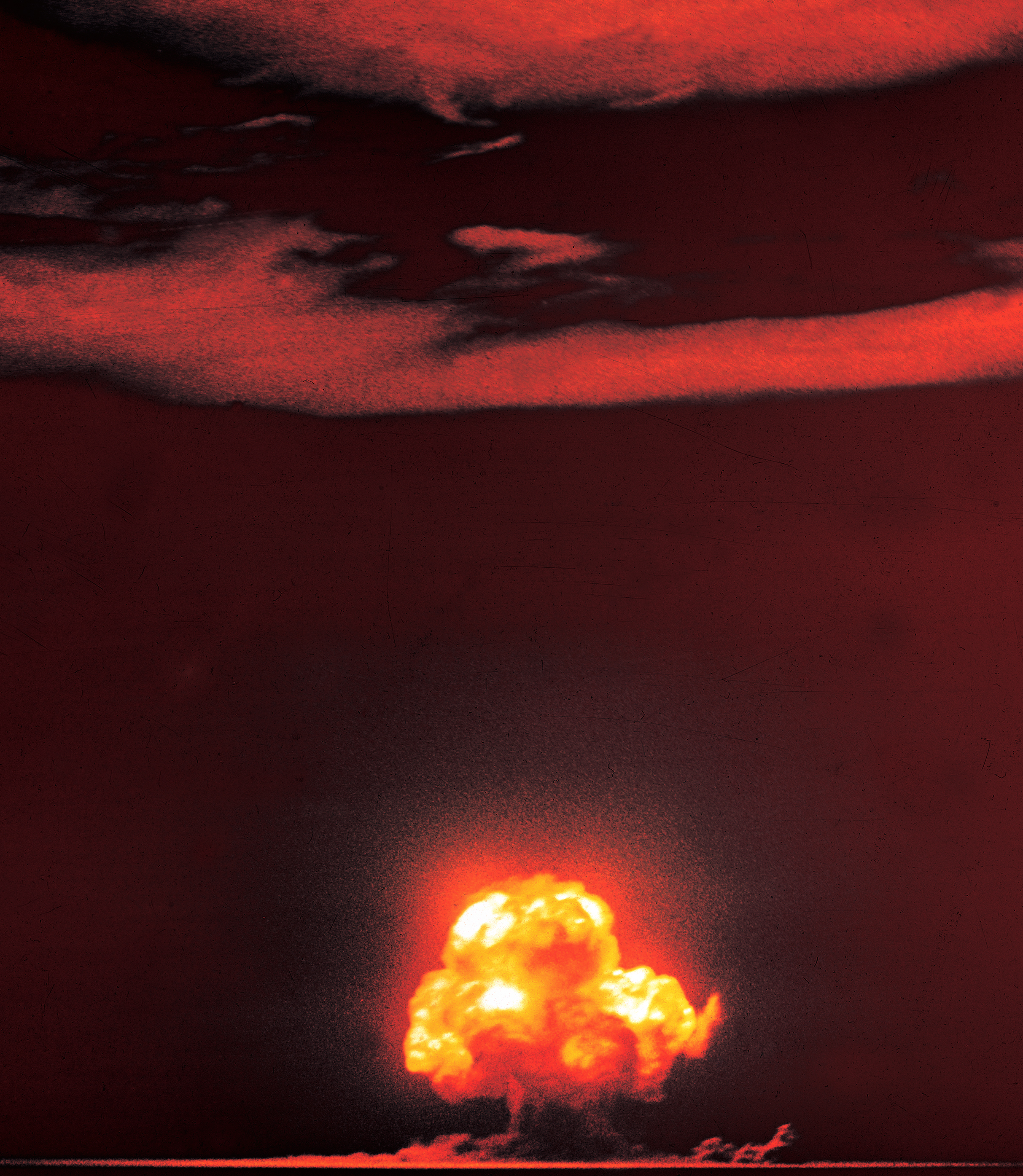
Una de les poques fotografies en color de l'explosió de Trinity

Durant aquest període, Lise Meitner, qui va fugir cap a Estocolm des d'Àustria, i Otto Robert Frisch van explicar el fenomen de fissió nuclear observat en el laboratori d'Otto Hahn a Berlín. Les notícies van arribar als Estats Units el gener de 1939 per mitjà de Niels Bohr, el que va desencadenar una gran activitat científica i tecnològica que culminaria en l'assaig nuclear Trinity al juliol de 1945.

## Antecedents
La creació d'armes nuclears va sorgir de l'evolució científica i política dels anys trenta. La dècada va veure molts nous descobriments sobre la naturalesa dels àtoms, inclosa l'existència de la fissió nuclear. L'ascens concurrent de governs feixistes a Europa va provocar la por a un projecte d'armes nuclears alemanyes, especialment entre els científics que eren refugiats de l'Alemanya nazi i d'altres països feixistes. Quan els seus càlculs van demostrar que les armes nuclears eren teòricament factibles, els governs britànic i dels Estats Units van donar suport a un esforç total per construir-les.

Aquests esforços van ser transferits a l'autoritat de l'exèrcit dels Estats Units el juny de 1942 i es van convertir en el Projecte Manhattan. El general de brigada Leslie R. Groves, Jr. va ser nomenat el seu director el setembre de 1942. La part de desenvolupament d'armes d'aquest projecte es va localitzar al Laboratori de Los Alamos al nord de Nou Mèxic, sota la direcció del físic J. Robert Oppenheimer. La Universitat de Chicago, la Universitat de Colúmbia i el Laboratori de Radiació de la Universitat de Califòrnia, Berkeley van dur a terme altres treballs de desenvolupament.

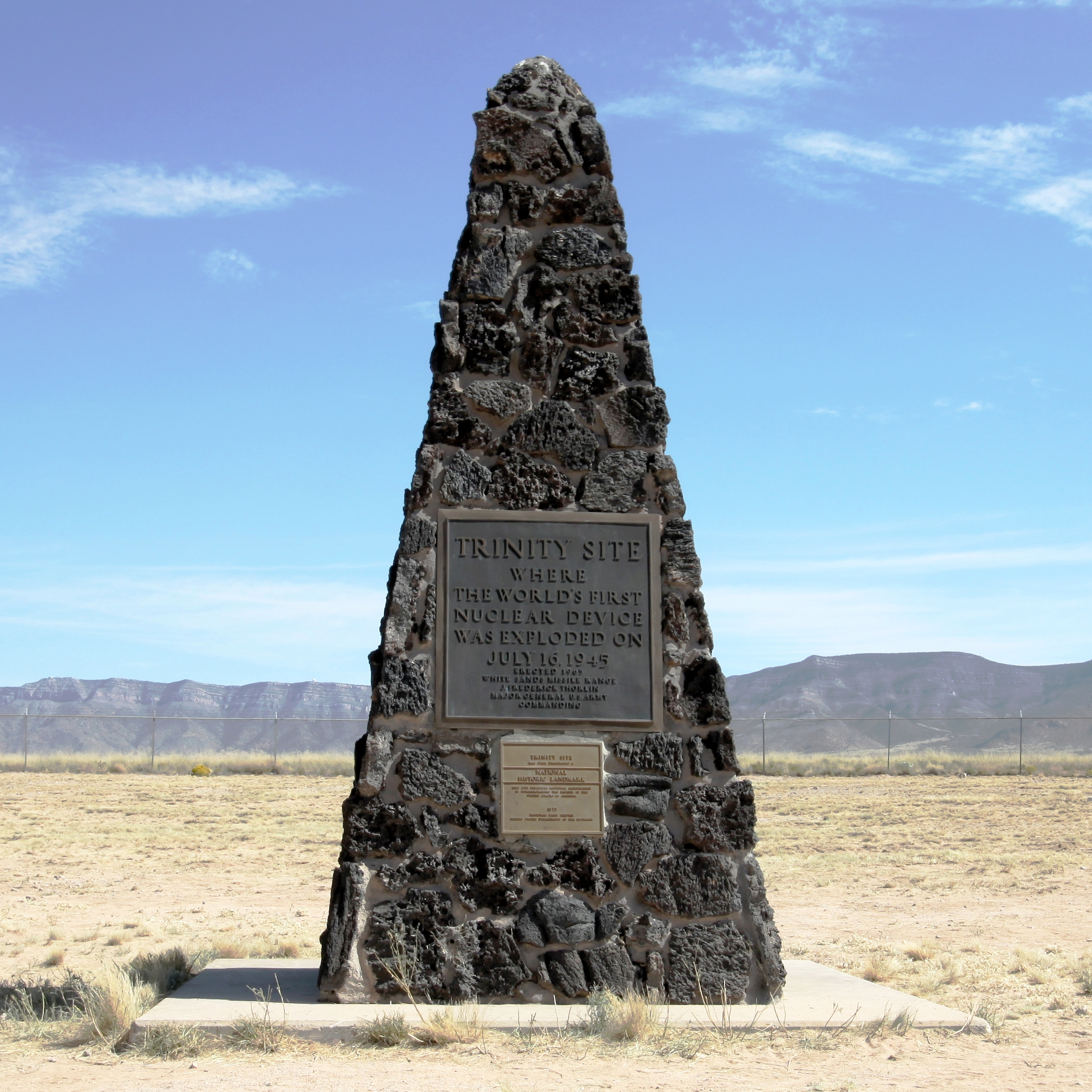
Monument ubicat actualment en el "Trinity Site"

Els científics del Projecte Manhattan havien identificat dos isòtops físsils per al seu ús potencial en bombes: l'urani 235 i el plutoni 239. L'urani 235 es va convertir en la base del disseny de la bomba Little Boy, utilitzada per primera vegada (sense proves prèvies) en el bombardeig d'Hiroshima; el disseny utilitzat en la prova Trinity, i finalment utilitzat en el bombardeig de Nagasaki (Fat Man), es basava en plutoni. El disseny original considerat per a una arma basada en plutoni 239 va ser Thin Man, en el qual (com en la bomba d'urani Little Boy) dues masses subcrítiques de material físsil s'ajuntarien ràpidament per formar una sola massa crítica.
El plutoni és un element sintètic amb propietats complicades del qual al principi se sabia poc, ja que fins al 1944 només s'havia produït en ciclotrons, en quantitats molt pures de micrograms, mentre que una arma requeriria quantitats de quilograms criades en un reactor. L'abril de 1944, el físic de Los Alamos, Emilio Segrè va descobrir que el plutoni produït pel reactor de grafit X-10 a Oak Ridge contenia plutoni 240 com a impuresa. El plutoni 240 sofreix una fissió espontània a milers de vegades la velocitat del plutoni 239, i els neutrons addicionals alliberats feien probable que el plutoni en una arma de fissió tipus pistola detonés massa aviat després que es formés una massa crítica, produint un fizzle (una explosió nuclear moltes vegades més petita que una explosió completa). Per tant, el disseny de Thin Man no funcionaria.
Aleshores, el laboratori va passar a un disseny d'implosió més difícil tècnicament. El setembre de 1943, el matemàtic John von Neumann havia proposat envoltar un «nucli» físsil amb dos explosius diferents que produïen ones de xoc de diferents velocitats. Alternar els explosius de combustió més ràpida i més lenta en una configuració acuradament calculada produiria una ona de compressió en la seva detonació simultània. Aquesta anomenada «lent explosiva» va enfocar les ones de xoc cap a dins amb força suficient per comprimir ràpidament el nucli de plutoni sòlid fins a diverses vegades la seva densitat original. L'augment de la densitat va fer que el nucli, abans subcrític, esdevingués supercrític. Al mateix temps, l'ona de xoc va activar una petita font de neutrons al centre del nucli, assegurant així que la reacció en cadena començaria de debò immediatament en el moment de la compressió. Un disseny tan complicat va requerir una investigació i experimentació substancials en enginyeria i hidrodinàmica, l'agost de 1944 es va reorganitzar tot el Laboratori de Los Alamos per centrar-se en aquest treball.

## Vegeu també

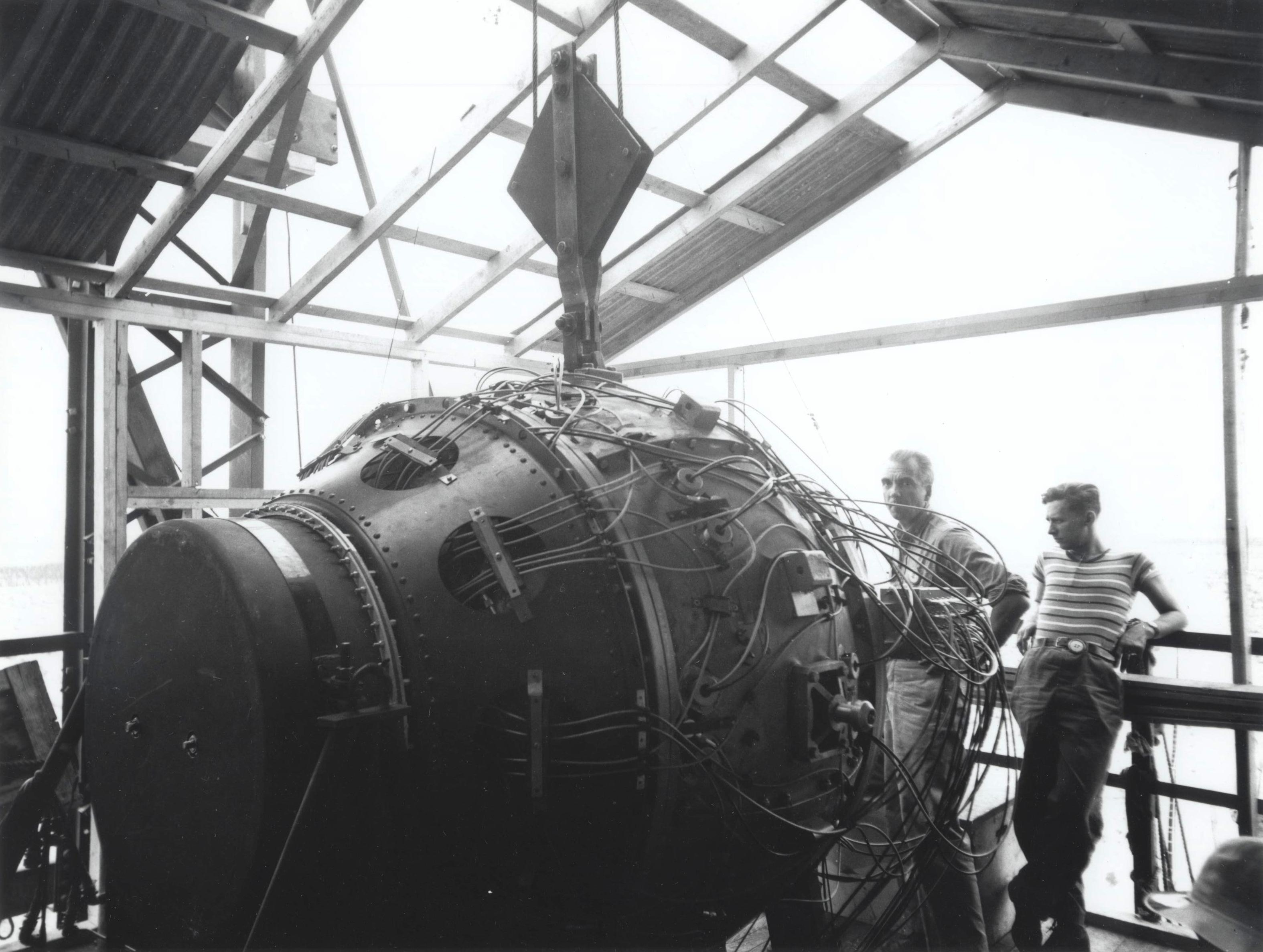
Dispositiu nuclear (nom codi Gadget) completament ensamblat i llest per a la prova